# Ushguli

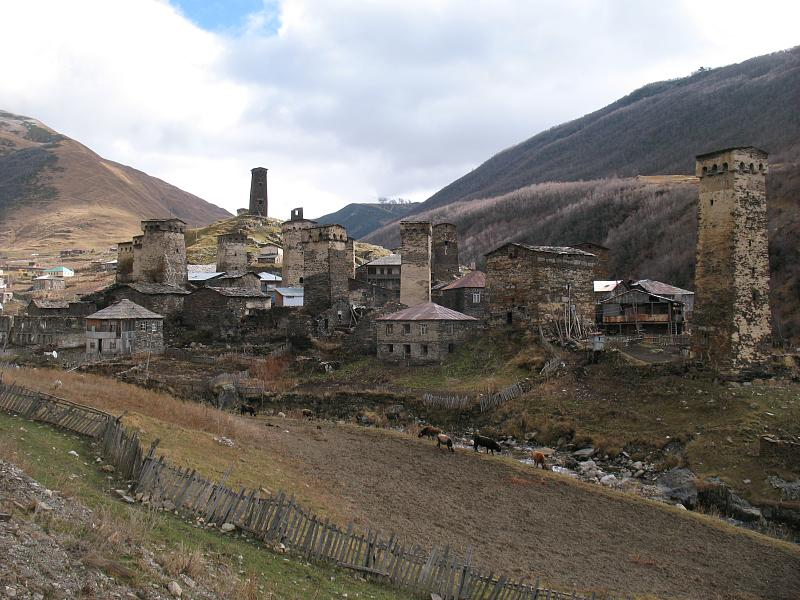
Ushguli

Ushguli (in georgiano ?: უშგული) è una comunità composta da 4 villaggi situati in alta Svanezia, regione storica della Georgia.

## Storia
Ushguli, protetto dall'UNESCO comprende i villaggi di:
- Zhibiani (in georgiano ?: ჟიბიანი) a circa 2100 metri sul livello del mare;
- Chvibiani (in georgiano ?: ჩვიბიანი);
- Chazhashi (in georgiano ?: ჩაჟაში);
- Murqmeli (in georgiano ?: მურყმელი);
- Lamjurishi (in georgiano ?: ლამჯურიში).

L'altitudine dei villaggi varia dai 2060 ai 2200 metri s.l.m., ciò rende Ushguli l'insediamento umano permanente più alto d'Europa dopo Kurush (circa 2500 metri s.l.m.).
È situato ai piedi del monte Shkhara, la vetta più alta della Georgia. Nel villaggio vivono circa 70 famiglie (200 persone) ed è presente anche una piccola scuola.
La zona è coperta dalla neve per sei mesi all'anno, rendendo impraticabile la via di collegamento con Mest'ia.
In quest'area sono conservate più di duecento torri medievali, tipiche della Svanezia. Nel villaggio è presente anche una piccola chiesa risalente al XII secolo.
Nel 2013, la Rai ha trasmesso la prima puntata di Overland 14, in cui vengono mostrate la città di Mest'ia e il villaggio di Ushguli.
Vittorio Sella, alpinista e fotografo, realizzò e raccolse per spedire a Biella, un importante documentazione fotografica risalente ai primi anni del '900.